# Derby degli eterni nemici
Il derby degli eterni nemici (in greco: Ντέρμπι των αιωνίων αντιπάλων), noto anche come madre di tutte le battaglie (in greco: Μητέρα των μαχών), è la partita stracittadina che contrappone le due maggiori polisportive dell'Attica nonché le due compagini sportive più titolate della Grecia, l'Olympiacos e il Panathīnaïkos.
È annoverata da molti esperti tra le dieci rivalità calcistiche più accese del mondo.

## Storia
La rivalità ha un marcato retroterra sociale, dato che alle due tifoserie sono tradizionalmente attribuite origini sociali, culturali e regionali antitetiche. Mentre i sostenitori del Panathinaikos, squadra fondata nel 1908 nel centro di Atene, furono, in origine, esponenti delle classi sociali agiate, della borghesia cittadina e della vecchia società ateniese, l'Olympiakos, costituito nel 1925 al Pireo, il sobborgo portuale della capitale greca, attirò inizialmente le simpatie della classe operaia impiegata nel porto. Nel periodo successivo alla seconda guerra mondiale, con l'appianarsi delle differenze sociali, la contrapposizione tra le classi di appartenenza delle due tifoserie ha smesso di rivestire un ruolo rilevante.
La contrapposizione coinvolge tutte le sezioni delle due polisportive, dal calcio alla pallacanestro, dalla pallamano alla pallavolo, e in varie occasioni è sfociata in episodi di violenza e scontri tra le due fazioni, di solito nelle ore precedenti o successive al derby. Il 29 marzo 2007 il ventiduenne Mihalis Filopoulos, sostenitore del Panathinaikos, fu accoltellato a morte a Paiania, cittadina nei pressi di Atene, dove era in programma la partita di pallavolo tra Olympiakos e Panathinaikos, valida per la semifinale di Coppa di Grecia. Il fatto avvenne durante uno scontro premeditato tra hooligan delle due tifoserie e destò enorme scalpore in Grecia, portando a una grande inchiesta sul tifo organizzato nel paese e comportando una sospensione di due settimane di tutte le attività sportive professionistiche in Grecia.

## Lista delle partite di calcio

### Campionato greco (dal 1959)
| Num. | Stagione                      | Data       | Luogo                     | Casa          | Risultato | Trasferta     | Affluenza |
| ---- | ----------------------------- | ---------- | ------------------------- | ------------- | --------- | ------------- | --------- |
| 1    | Alpha Ethniki 1959-1960       | 14-02-1960 | Stadio Ap. Nikolaidis     | Panathīnaïkos | 0 – 0     | Olympiacos    | 22.195    |
| 2    | Alpha Ethniki 1959-1960       | 24-07-1960 | Stadio G. Karaiskakīs     | Olympiacos    | 1 – 4     | Panathīnaïkos | 11.141    |
| 3    | Alpha Ethniki 1960-1961       | 29-01-1961 | Stadio G. Karaiskakīs     | Olympiacos    | 1 – 0     | Panathīnaïkos |           |
| 4    | Alpha Ethniki 1960-1961       | 25-06-1961 | Stadio Ap. Nikolaidis     | Panathīnaïkos | 1 – 0     | Olympiacos    | 23.083    |
| 5    | Alpha Ethniki 1961-1962       | 28-01-1962 | Stadio G. Karaiskakīs     | Olympiacos    | 1 – 2     | Panathīnaïkos | 21.915    |
| 6    | Alpha Ethniki 1961-1962       | 17-06-1962 | Stadio Ap. Nikolaidis     | Panathīnaïkos | 1 – 1     | Olympiacos    | 25.865    |
| 7    | Alpha Ethniki 1962-1963       | 11-11-1962 | Stadio G. Karaiskakīs     | Olympiacos    | 3 – 2     | Panathīnaïkos | 22.839    |
| 8    | Alpha Ethniki 1962-1963       | 17-03-1963 | Stadio Ap. Nikolaidis     | Panathīnaïkos | 2 – 0     | Olympiacos    |           |
| 9    | Alpha Ethniki 1963-1964       | 29-12-1963 | Stadio Ap. Nikolaidis     | Panathīnaïkos | 1 – 1     | Olympiacos    | 25.000    |
| 10   | Alpha Ethniki 1963-1964       | 24-05-1964 | Stadio G. Karaiskakīs     | Olympiacos    | 0 – 1     | Panathīnaïkos | 34.624    |
| 11   | Alpha Ethniki 1964-1965       | 10-01-1965 | Stadio Ap. Nikolaidis     | Panathīnaïkos | 1 – 1     | Olympiacos    | 24.888    |
| 12   | Alpha Ethniki 1964-1965       | 13-06-1965 | Stadio G. Karaiskakīs     | Olympiacos    | 1 – 1     | Panathīnaïkos | 42.151    |
| 13   | Alpha Ethniki 1965-1966       | 05-02-1966 | Stadio G. Karaiskakīs     | Olympiacos    | 1 – 0     | Panathīnaïkos | 40.200    |
| 14   | Alpha Ethniki 1965-1966       | 21-05-1966 | Stadio Ap. Nikolaidis     | Panathīnaïkos | 1 – 1     | Olympiacos    | 24.305    |
| 15   | Alpha Ethniki 1966-1967       | 06-11-1966 | Stadio Ap. Nikolaidis     | Panathīnaïkos | 0 – 1     | Olympiacos    | 24.833    |
| 16   | Alpha Ethniki 1966-1967       | 26-02-1967 | Stadio G. Karaiskakīs     | Olympiacos    | 4 – 0     | Panathīnaïkos | 40.620    |
| 17   | Alpha Ethniki 1967-1968       | 22-11-1967 | Stadio Ap. Nikolaidis     | Panathīnaïkos | 1 – 0     | Olympiacos    | 22.644    |
| 18   | Alpha Ethniki 1967-1968       | 03-03-1968 | Stadio G. Karaiskakīs     | Olympiacos    | 1 – 0     | Panathīnaïkos | 36.964    |
| 19   | Alpha Ethniki 1968-1969       | 26-01-1969 | Stadio Ap. Nikolaidis     | Panathīnaïkos | 0 – 0     | Olympiacos    | 22.820    |
| 20   | Alpha Ethniki 1968-1969       | 15-06-1969 | Stadio G. Karaiskakīs     | Olympiacos    | 2 – 1     | Panathīnaïkos | 36.963    |
| 21   | Alpha Ethniki 1969-1970       | 28-12-1969 | Stadio Ap. Nikolaidis     | Panathīnaïkos | 0 – 0     | Olympiacos    | 22.905    |
| 22   | Alpha Ethniki 1969-1970       | 11-05-1970 | Stadio G. Karaiskakīs     | Olympiacos    | 0 – 1     | Panathīnaïkos | 39.400    |
| 23   | Alpha Ethniki 1970-1971       | 08-11-1970 | Stadio G. Karaiskakīs     | Olympiacos    | 0 – 1     | Panathīnaïkos | 37.200    |
| 24   | Alpha Ethniki 1970-1971       | 28-03-1971 | Stadio Ap. Nikolaidis     | Panathīnaïkos | 2 – 2     | Olympiacos    |           |
| 25   | Alpha Ethniki 1971-1972       | 10-10-1971 | Stadio Ap. Nikolaidis     | Panathīnaïkos | 3 – 2     | Olympiacos    | 25.186    |
| 26   | Alpha Ethniki 1971-1972       | 20-02-1972 | Stadio G. Karaiskakīs     | Olympiacos    | 0 – 0     | Panathīnaïkos | 38.489    |
| 27   | Alpha Ethniki 1972-1973       | 06-12-1972 | Stadio Ap. Nikolaidis     | Panathīnaïkos | 0 – 1     | Olympiacos    | 24.450    |
| 28   | Alpha Ethniki 1972-1973       | 11-03-1973 | Stadio G. Karaiskakīs     | Olympiacos    | 2 – 01    | Panathīnaïkos | 41.045    |
| 29   | Alpha Ethniki 1973-1974       | 29-10-1973 | Stadio Ap. Nikolaidis     | Panathīnaïkos | 1 – 1     | Olympiacos    | 24.893    |
| 30   | Alpha Ethniki 1973-1974       | 17-03-1974 | Stadio G. Karaiskakīs     | Olympiacos    | 1 – 1     | Panathīnaïkos | 41.460    |
| 31   | Alpha Ethniki 1974-1975       | 24-11-1974 | Stadio G. Karaiskakīs     | Olympiacos    | 2 – 1     | Panathīnaïkos | 39.166    |
| 32   | Alpha Ethniki 1974-1975       | 29-03-1975 | Stadio Ap. Nikolaidis     | Panathīnaïkos | 1 – 1     | Olympiacos    | 24.839    |
| 33   | Alpha Ethniki 1975-1976       | 07-12-1975 | Stadio G. Karaiskakīs     | Olympiacos    | 4 – 2     | Panathīnaïkos | 39.066    |
| 34   | Alpha Ethniki 1975-1976       | 04-04-1976 | Stadio Ap. Nikolaidis     | Panathīnaïkos | 0 – 0     | Olympiacos    | 24.701    |
| 35   | Alpha Ethniki 1976-1977       | 12-12-1976 | Stadio G. Karaiskakīs     | Olympiacos    | 1 – 1     | Panathīnaïkos | 39.080    |
| 36   | Alpha Ethniki 1976-1977       | 11-04-1977 | Stadio Ap. Nikolaidis     | Panathīnaïkos | 2 – 0     | Olympiacos    | 22.910    |
| 37   | Alpha Ethniki 1977-1978       | 09-10-1977 | Stadio G. Karaiskakīs     | Olympiacos    | 1 – 2     | Panathīnaïkos | 39.232    |
| 38   | Alpha Ethniki 1977-1978       | 12-02-1978 | Stadio Ap. Nikolaidis     | Panathīnaïkos | 1 – 0     | Olympiacos    | 23.150    |
| 39   | Alpha Ethniki 1978-1979       | 31-12-1978 | Stadio Ap. Nikolaidis     | Panathīnaïkos | 2 – 3     | Olympiacos    | 23.150    |
| 40   | Alpha Ethniki 1978-1979       | 06-05-1979 | Stadio G. Karaiskakīs     | Olympiacos    | 1 – 0     | Panathīnaïkos | 35.576    |
| 41   | Alpha Ethniki 1979-1980       | 13-01-1980 | Stadio Ap. Nikolaidis     | Panathīnaïkos | 2 – 0     | Olympiacos    | 23.097    |
| 42   | Alpha Ethniki 1979-1980       | 11-05-1980 | Stadio G. Karaiskakīs     | Olympiacos    | 1 – 0     | Panathīnaïkos | 35.450    |
| 43   | Alpha Ethniki 1980-1981       | 02-11-1980 | Stadio Ap. Nikolaidis     | Panathīnaïkos | 0 – 1     | Olympiacos    | 23.200    |
| 44   | Alpha Ethniki 1980-1981       | 29-03-1981 | Stadio G. Karaiskakīs     | Olympiacos    | 0 – 0     | Panathīnaïkos | 29.550    |
| 45   | Alpha Ethniki 1981-1982       | 06-09-1981 | Stadio K. Davourlis       | Olympiacos    | 1 – 1     | Panathīnaïkos | 21.350    |
| 46   | Alpha Ethniki 1981-1982       | 31-01-1982 | Stadio Ap. Nikolaidis     | Panathīnaïkos | 1 – 1     | Olympiacos    | 24.000    |
| 47   | Alpha Ethniki 1981-1982       | 29-06-1982 | Stadio municipale di Volo | Olympiacos    | 2 - 1     | Panathīnaïkos | 5.819     |
| 48   | Alpha Ethniki 1982-1983       | 03-01-1983 | Stadio G. Karaiskakīs     | Olympiacos    | 2 – 1     | Panathīnaïkos | 35.313    |
| 49   | Alpha Ethniki 1982-1983       | 22-05-1983 | Stadio Ap. Nikolaidis     | Panathīnaïkos | 0 – 1     | Olympiacos    | 24.000    |
| 50   | Alpha Ethniki 1983-1984       | 08-01-1984 | Stadio Ap. Nikolaidis     | Panathīnaïkos | 0 – 0     | Olympiacos    | 24.400    |
| 51   | Alpha Ethniki 1983-1984       | 06-05-1984 | Stadio G. Karaiskakīs     | Olympiacos    | 2 – 1     | Panathīnaïkos | 34.023    |
| 52   | Alpha Ethniki 1984-1985       | 18-11-1984 | Stadio ol. Spyros Louīs   | Olympiacos    | 0 – 0     | Panathīnaïkos | 74.452    |
| 53   | Alpha Ethniki 1984-1985       | 31-03-1985 | Stadio ol. Spyros Louīs   | Panathīnaïkos | 1 – 1     | Olympiacos    | 74.146    |
| 54   | Alpha Ethniki 1985-1986       | 09-11-1985 | Stadio ol. Spyros Louīs   | Olympiacos    | 1 – 2     | Panathīnaïkos | 68.448    |
| 55   | Alpha Ethniki 1985-1986       | 16-03-1986 | Stadio ol. Spyros Louīs   | Panathīnaïkos | 1 – 2     | Olympiacos    | 73.700    |
| 56   | Alpha Ethniki 1986-1987       | 21-09-1986 | Stadio ol. Spyros Louīs   | Panathīnaïkos | 1 – 1     | Olympiacos    | 73.525    |
| 57   | Alpha Ethniki 1986-1987       | 15-02-1987 | Stadio ol. Spyros Louīs   | Olympiacos    | 2 – 1     | Panathīnaïkos | 74.252    |
| 58   | Alpha Ethniki 1987-1988       | 08-11-1987 | Stadio ol. Spyros Louīs   | Olympiacos    | 1 – 4     | Panathīnaïkos | 59.768    |
| 59   | Alpha Ethniki 1987-1988       | 06-03-1988 | Stadio ol. Spyros Louīs   | Panathīnaïkos | 1 – 1     | Olympiacos    | 38.539    |
| 60   | Alpha Ethniki 1988-1989       | 06-11-1988 | Stadio ol. Spyros Louīs   | Panathīnaïkos | 2 – 1     | Olympiacos    | 52.679    |
| 61   | Alpha Ethniki 1988-1989       | 05-03-1989 | Stadio ol. Spyros Louīs   | Olympiacos    | 1 – 1     | Panathīnaïkos | 61.522    |
| 62   | Alpha Ethniki 1989-1990       | 14-10-1989 | Stadio ol. Spyros Louīs   | Panathīnaïkos | 2 – 2     | Olympiacos    | 49.847    |
| 63   | Alpha Ethniki 1989-1990       | 25-02-1990 | Stadio G. Karaiskakīs     | Olympiacos    | 3 – 4     | Panathīnaïkos | 27.172    |
| 64   | Alpha Ethniki 1990-1991       | 19-10-1990 | Stadio G. Karaiskakīs     | Olympiacos    | 0 – 0     | Panathīnaïkos | 24.641    |
| 65   | Alpha Ethniki 1990-1991       | 10-03-1991 | Stadio ol. Spyros Louīs   | Panathīnaïkos | 0 – 1     | Olympiacos    | 46.285    |
| 66   | Alpha Ethniki 1991-1992       | 26-01-1992 | Stadio ol. Spyros Louīs   | Panathīnaïkos | 3 – 0     | Olympiacos    | 42.707    |
| 67   | Alpha Ethniki 1991-1992       | 07-06-1992 | Stadio G. Karaiskakīs     | Olympiacos    | 1 – 1     | Panathīnaïkos | 18.029    |
| 68   | Alpha Ethniki 1992-1993       | 13-12-1992 | Stadio G. Karaiskakīs     | Olympiacos    | 1 – 0     | Panathīnaïkos | 27.255    |
| 69   | Alpha Ethniki 1992-1993       | 02-05-1993 | Stadio ol. Spyros Louīs   | Panathīnaïkos | 2 – 3     | Olympiacos    | 36.702    |
| 70   | Alpha Ethniki 1993-1994       | 22-08-1993 | Stadio G. Karaiskakīs     | Olympiacos    | 0 – 0     | Panathīnaïkos | 20.947    |
| 71   | Alpha Ethniki 1993-1994       | 05-01-1994 | Stadio ol. Spyros Louīs   | Panathīnaïkos | 1 – 2     | Olympiacos    | 35.841    |
| 72   | Alpha Ethniki 1994-1995       | 28-12-1994 | Stadio G. Karaiskakīs     | Olympiacos    | 1 – 1     | Panathīnaïkos | 19.500    |
| 73   | Alpha Ethniki 1994-1995       | 10-05-1995 | Stadio ol. Spyros Louīs   | Panathīnaïkos | 1 – 1     | Olympiacos    | 9.800     |
| 74   | Alpha Ethniki 1995-1996       | 02-12-1995 | Stadio G. Karaiskakīs     | Olympiacos    | 1 – 2     | Panathīnaïkos | 21.277    |
| 75   | Alpha Ethniki 1995-1996       | 28-04-1996 | Stadio ol. Spyros Louīs   | Panathīnaïkos | 1 – 0     | Olympiacos    | 35.314    |
| 76   | Alpha Ethniki 1996-1997       | 08-12-1996 | Stadio G. Karaiskakīs     | Olympiacos    | 1 – 0     | Panathīnaïkos | 27.755    |
| 77   | Alpha Ethniki 1996-1997       | 06-04-1997 | Stadio ol. Spyros Louīs   | Panathīnaïkos | 0 – 2     | Olympiacos    | 41.951    |
| 78   | Alpha Ethniki 1997-1998       | 01-12-1997 | Stadio ol. Spyros Louīs   | Olympiacos    | 3 – 1     | Panathīnaïkos | 35.496    |
| 79   | Alpha Ethniki 1997-1998       | 04-04-1998 | Stadio ol. Spyros Louīs   | Panathīnaïkos | 0 – 2     | Olympiacos    | 39.811    |
| 80   | Alpha Ethniki 1998-1999       | 05-12-1998 | Stadio ol. Spyros Louīs   | Panathīnaïkos | 2 – 4     | Olympiacos    | 28.683    |
| 81   | Alpha Ethniki 1998-1999       | 09-05-1999 | Stadio ol. Spyros Louīs   | Olympiacos    | 0 – 0     | Panathīnaïkos | 16.111    |
| 82   | Alpha Ethniki 1999-2000       | 21-11-1999 | Stadio ol. Spyros Louīs   | Panathīnaïkos | 2 – 0     | Olympiacos    | 30.770    |
| 83   | Alpha Ethniki 1999-2000       | 26-03-2000 | Stadio ol. Spyros Louīs   | Olympiacos    | 2 – 2     | Panathīnaïkos | 50.166    |
| 84   | Alpha Ethniki 2000-2001       | 12-11-2000 | Stadio Ap. Nikolaidis     | Panathīnaïkos | 0 – 0     | Olympiacos    | 14.669    |
| 85   | Alpha Ethniki 2000-2001       | 04-03-2001 | Stadio ol. Spyros Louīs   | Olympiacos    | 1 – 0     | Panathīnaïkos | 29.048    |
| 86   | Alpha Ethniki 2001-2002       | 01-12-2001 | Stadio ol. Spyros Louīs   | Olympiacos    | 2 – 2     | Panathīnaïkos | 40.982    |
| 87   | Alpha Ethniki 2001-2002       | 24-03-2002 | Stadio Ap. Nikolaidis     | Panathīnaïkos | 1 – 1     | Olympiacos    | 14.557    |
| 88   | Alpha Ethniki 2002-2003       | 12-01-2003 | Stadio Ap. Nikolaidis     | Panathīnaïkos | 3 – 2     | Olympiacos    | 13.171    |
| 89   | Alpha Ethniki 2002-2003       | 11-05-2003 | Stadio G. Kamaras         | Olympiacos    | 3 – 0     | Panathīnaïkos | 10.825    |
| 90   | Alpha Ethniki 2003-2004       | 22-11-2003 | Stadio G. Kamaras         | Olympiacos    | 1 – 1     | Panathīnaïkos | 9.639     |
| 91   | Alpha Ethniki 2003-2004       | 18-04-2004 | Stadio Ap. Nikolaidis     | Panathīnaïkos | 2 – 2     | Olympiacos    | 11.699    |
| 92   | Alpha Ethniki 2004-2005       | 04-12-2004 | Stadio G. Karaiskakīs     | Olympiacos    | 1 – 0     | Panathīnaïkos | 30.856    |
| 93   | Alpha Ethniki 2004-2005       | 10-04-2005 | Stadio Ap. Nikolaidis     | Panathīnaïkos | 1 – 0     | Olympiacos    | 14.860    |
| 94   | Alpha Ethniki 2005-2006       | 28-08-2005 | Stadio ol. Spyros Louīs   | Panathīnaïkos | 0 – 2     | Olympiacos    | 59.096    |
| 95   | Alpha Ethniki 2005-2006       | 15-01-2006 | Stadio G. Karaiskakīs     | Olympiacos    | 3 – 2     | Panathīnaïkos | 31.480    |
| 96   | Souper Ligka Ellada 2006-2007 | 05-11-2006 | Stadio ol. Spyros Louīs   | Panathīnaïkos | 1 – 0     | Olympiacos    | 40.091    |
| 97   | Souper Ligka Ellada 2006-2007 | 04-03-2007 | Stadio G. Karaiskakīs     | Olympiacos    | 0 – 1     | Panathīnaïkos | 30.598    |
| 98   | Souper Ligka Ellada 2007-2008 | 02-09-2007 | Stadio Ap. Nikolaidis     | Panathīnaïkos | 0 – 0     | Olympiacos    | 13.430    |
| 99   | Souper Ligka Ellada 2007-2008 | 13-01-2008 | Stadio G. Karaiskakīs     | Olympiacos    | 1 – 1     | Panathīnaïkos | 31.310    |
| 100  | Souper Ligka Ellada 2008-2009 | 09-11-2008 | Stadio ol. Spyros Louīs   | Panathīnaïkos | 0 – 0     | Olympiacos    | 60.401    |
| 101  | Souper Ligka Ellada 2008-2009 | 01-03-2009 | Stadio G. Karaiskakīs     | Olympiacos    | 0 – 0     | Panathīnaïkos | 28.775    |
| 102  | Souper Ligka Ellada 2009-2010 | 29-11-2009 | Stadio G. Karaiskakīs     | Olympiacos    | 2 – 0     | Panathīnaïkos | 31.059    |
| 103  | Souper Ligka Ellada 2009-2010 | 21-03-2010 | Stadio ol. Spyros Louīs   | Panathīnaïkos | 0 – 1     | Olympiacos    | 61.135    |
| 104  | Souper Ligka Ellada 2010-2011 | 30-10-2010 | Stadio ol. Spyros Louīs   | Panathīnaïkos | 2 – 1     | Olympiacos    | 52.300    |
| 105  | Souper Ligka Ellada 2010-2011 | 19-02-2011 | Stadio G. Karaiskakīs     | Olympiacos    | 2 – 1     | Panathīnaïkos | 30.845    |
| 106  | Souper Ligka Ellada 2011-2012 | 19-11-2011 | Stadio G. Karaiskakīs     | Olympiacos    | 1 – 1     | Panathīnaïkos | 31.553    |
| 107  | Souper Ligka Ellada 2011-2012 | 18-03-2012 | Stadio ol. Spyros Louīs   | Panathīnaïkos | 0 – 32    | Olympiacos    | 42.130    |
| 108  | Souper Ligka Ellada 2012-2013 | 09-12-2012 | Stadio ol. Spyros Louīs   | Panathīnaïkos | 2 – 2     | Olympiacos    | 27.673    |
| 109  | Souper Ligka Ellada 2012-2013 | 14-04-2013 | Stadio G. Karaiskakīs     | Olympiacos    | 1 – 1     | Panathīnaïkos | 32.018    |
| 110  | Souper Ligka Ellada 2013-2014 | 02-11-2013 | Stadio Ap. Nikolaidis     | Panathīnaïkos | 0 – 1     | Olympiacos    | 15.009    |
| 111  | Souper Ligka Ellada 2013-2014 | 02-03-2014 | Stadio G. Karaiskakīs     | Olympiacos    | 0 – 3     | Panathīnaïkos | 32.082    |
| 112  | Souper Ligka Ellada 2014-2015 | 26-10-2014 | Stadio G. Karaiskakīs     | Olympiacos    | 1 – 0     | Panathīnaïkos | 31.458    |
| 113  | Souper Ligka Ellada 2014-2015 | 22-02-2015 | Stadio Ap. Nikolaidis     | Panathīnaïkos | 2 – 1     | Olympiacos    | 15.383    |
| 114  | Souper Ligka Ellada 2015-2016 | 22-11-2015 | Stadio Ap. Nikolaidis     | Panathīnaïkos | 0 – 33    | Olympiacos    | 13.145    |
| 115  | Souper Ligka Ellada 2015-2016 | 13-03-2016 | Stadio G. Karaiskakīs     | Olympiacos    | 3 - 1     | Panathīnaïkos | 30.314    |
| 116  | Souper Ligka Ellada 2016-2017 | 06-11-2016 | Stadio G. Karaiskakīs     | Olympiacos    | 3 - 0     | Panathīnaïkos | 31.283    |
| 117  | Souper Ligka Ellada 2016-2017 | 19-03-2017 | Stadio Ap. Nikolaidis     | Panathīnaïkos | 1 – 0     | Olympiacos    | 13.666    |
| 118  | Souper Ligka Ellada 2017-2018 | 28-10-2017 | Stadio Ap. Nikolaidis     | Panathīnaïkos | 1 – 0     | Olympiacos    | 13.715    |
| 119  | Souper Ligka Ellada 2017-2018 | 04-03-2018 | Stadio G. Karaiskakīs     | Olympiacos    | 1 – 1     | Panathīnaïkos |           |
| 120  | Souper Ligka Ellada 2018-2019 | 11-11-2018 | Stadio G. Karaiskakīs     | Olympiacos    | 1 – 1     | Panathīnaïkos | 31.250    |
| 121  | Souper Ligka Ellada 2018-2019 | 17-03-2019 | Stadio ol. Spyros Louīs   | Panathīnaïkos | 0 – 34    | Olympiacos    | 18.976    |
| 122  | Souper Ligka Ellada 2019-2020 | 21-09-2019 | Stadio ol. Spyros Louīs   | Panathīnaïkos | 1 – 1     | Olympiacos    | 6.700     |
| 123  | Souper Ligka Ellada 2019-2020 | 05-01-2020 | Stadio G. Karaiskakīs     | Olympiacos    | 1 – 0     | Panathīnaïkos |           |
| 124  | Souper Ligka Ellada 2019-2020 | 21-06-2020 | Stadio G. Karaiskakīs     | Olympiacos    | 3 – 0     | Panathīnaïkos |           |
| 125  | Souper Ligka Ellada 2019-2020 | 05-07-2020 | Stadio ol. Spyros Louīs   | Panathīnaïkos | 0 – 0     | Olympiacos    |           |
| 126  | Souper Ligka Ellada 2020-2021 | 21-11-2020 | Stadio G. Karaiskakīs     | Olympiacos    | 1 – 0     | Panathīnaïkos |           |
| 127  | Souper Ligka Ellada 2020-2021 | 14-02-2021 | Stadio Ap. Nikolaidis     | Panathīnaïkos | 2 – 1     | Olympiacos    |           |
| 128  | Souper Ligka Ellada 2020-2021 | 11-04-2021 | Stadio G. Karaiskakīs     | Olympiacos    | 3 – 1     | Panathīnaïkos |           |
| 129  | Souper Ligka Ellada 2020-2021 | 16-05-2021 | Stadio Ap. Nikolaidis     | Panathīnaïkos | 1 – 4     | Olympiacos    |           |
| 130  | Souper Ligka Ellada 2021-2022 | 03-10-2021 | Stadio G. Karaiskakīs     | Olympiacos    | 0 – 0     | Panathīnaïkos | 21.321    |
| 131  | Souper Ligka Ellada 2021-2022 | 16-01-2022 | Stadio Ap. Nikolaidis     | Panathīnaïkos | 0 – 0     | Olympiacos    |           |
| 132  | Souper Ligka Ellada 2021-2022 | 17-04-2022 | Stadio Ap. Nikolaidis     | Panathīnaïkos | 1 – 0     | Olympiacos    | 13.594    |
| 133  | Souper Ligka Ellada 2021-2022 | 11-05-2022 | Stadio G. Karaiskakīs     | Olympiacos    | 1 – 2     | Panathīnaïkos | 16.085    |
| 134  | Souper Ligka Ellada 2022-2023 | 06-11-2022 | Stadio Ap. Nikolaidis     | Panathīnaïkos | 1 – 1     | Olympiacos    | 13.907    |
| 135  | Souper Ligka Ellada 2022-2023 | 25-02-2023 | Stadio G. Karaiskakīs     | Olympiacos    | 0 – 0     | Panathīnaïkos | 31.487    |
| 136  | Souper Ligka Ellada 2022-2023 | 09-04-2023 | Stadio Ap. Nikolaidis     | Panathīnaïkos | 2 – 0     | Olympiacos    | 14.182    |
| 137  | Souper Ligka Ellada 2022-2023 | 08-05-2023 | Stadio G. Karaiskakīs     | Olympiacos    | 1 – 0     | Panathīnaïkos |           |
| 138  | Souper Ligka Ellada 2023-2024 | 22-10-2023 | Stadio G. Karaiskakīs     | Olympiacos    | 0 – 35    | Panathīnaïkos | 31.914    |
| 139  | Souper Ligka Ellada 2023-2024 | 04-02-2024 | Stadio Ap. Nikolaidis     | Panathīnaïkos | 2 – 0     | Olympiacos    |           |
| 140  | Souper Ligka Ellada 2023-2024 | 10-03-2024 | Stadio G. Karaiskakīs     | Olympiacos    | 1 – 3     | Panathīnaïkos | 31.500    |
| 141  | Souper Ligka Ellada 2023-2024 | 19-05-2024 | Stadio Ap. Nikolaidis     | Panathīnaïkos | 2 – 2     | Olympiacos    |           |

1 Partita sospesa all'82º minuto (Risultato: 3-2). All'Olympiakos fu assegnata la vittoria per 2-0 a tavolino.

2 Partita sospesa all'82º minuto  (Risultato: 0-1). All'Olympiakos fu assegnata la vittoria per 0-3 a tavolino.

3 Partita sospesa prima del calcio d'inizio a causa di episodi di violenza commessi da sostenitori del Panathinaikos. All'Olympiakos fu assegnata la vittoria per 0-3 a tavolino.

4 Partita sospesa al 70º minuto (Risultato: 0-1). All'Olympiakos fu assegnata la vittoria per 0-3 a tavolino.

5 Partita sospesa al 55º minuto (Risultato: 1–1) dopo che un giocatore del Panathinaikos si è infortunato e trasferito in ospedale a causa di un petardo esploso accanto a lui. Al giocatore è stato diagnosticato un nistagmo orizzontale. Il Panathinaikos si è aggiudicato una vittoria per 0–3.

### Coppa di Grecia
| Nº | Data       | Stadio                  | Competizione              | Casa          | Risultato               | Trasferta     | Spettatori | Arbitro      |
| -- | ---------- | ----------------------- | ------------------------- | ------------- | ----------------------- | ------------- | ---------- | ------------ |
| 1  | 13-11-1932 | Stadio Ap. Nikolaidis   | Kypello Ellados 1932-1933 | Panathīnaïkos | 1 - 6                   | Olympiacos    |            |              |
| 2  | 26-03-1939 | Stadio G. Karaiskakīs   | Kypello Ellados 1938-1939 | Olympiacos    | 2 - 0 (dts)             | Panathīnaïkos |            | Iliadis      |
| 3  | 09-03-1947 | Stadio Ap. Nikolaidis   | Kypello Ellados 1946-1947 | Panathīnaïkos | 0 - 0 (dts)             | Olympiacos    | 12.341     | Iliadis      |
| 4  | 30-04-1947 | Stadio G. Karaiskakīs   | Kypello Ellados 1946-1947 | Olympiacos    | 2 - 0 (w/o)1            | Panathīnaïkos |            |              |
| 5  | 03-05-1953 | Stadio Ap. Nikolaidis   | Kypello Ellados 1952-1953 | Panathīnaïkos | 1 - 2                   | Olympiacos    |            | Gikopoulos   |
| 6  | 04-09-1957 | Stadio G. Karaiskakīs   | Kypello Ellados 1956-1957 | Olympiacos    | 1 - 0                   | Panathīnaïkos |            | Horn         |
| 7  | 20-07-1958 | Stadio G. Karaiskakīs   | Kypello Ellados 1957-1958 | Olympiacos    | 3 - 0                   | Panathīnaïkos |            | Gouveia      |
| 8  | 07-08-1960 | Stadio Ap. Nikolaidis   | Kypello Ellados 1959-1960 | Panathīnaïkos | 1 - 1 (dts)             | Olympiacos    |            | Pérez        |
| 9  | 11-09-1960 | Stadio G. Karaiskakīs   | Kypello Ellados 1959-1960 | Olympiacos    | 3 - 0                   | Panathīnaïkos |            | Pérez        |
| 10 | 27-06-1962 | Stadio Nikos Goumas     | Kypello Ellados 1961-1962 | Olympiacos    | 0 - 0 (dts)2            | Panathīnaïkos | 28.155     | Mellet       |
| 11 | 16-06-1963 | Stadio Ap. Nikolaidis   | Kypello Ellados 1962-1963 | Panathīnaïkos | 3 - 5                   | Olympiacos    |            | Kreitlein    |
| 12 | 17-06-1964 | Stadio Ap. Nikolaidis   | Kypello Ellados 1963-1964 | Panathīnaïkos | 1 - 1 (dts)2            | Olympiacos    |            | Mattens      |
| 13 | 14-07-1965 | Stadio G. Karaiskakīs   | Kypello Ellados 1964-1965 | Olympiacos    | 1 - 0                   | Panathīnaïkos |            | Pieroni      |
| 14 | 26-06-1966 | Stadio Ap. Nikolaidis   | Kypello Ellados 1965-1966 | Panathīnaïkos | 1 - 2                   | Olympiacos    | 23.227     | Dagnall      |
| 15 | 21-07-1968 | Stadio Ap. Nikolaidis   | Kypello Ellados 1967-1968 | Panathīnaïkos | 0 - 1                   | Olympiacos    | 22.318     | Bentu        |
| 16 | 09-07-1969 | Stadio G. Karaiskakīs   | Kypello Ellados 1968-1969 | Olympiacos    | 1 - 1 (dts) (sorteggio) | Panathīnaïkos |            | Michas       |
| 17 | 08-05-1974 | Stadio G. Karaiskakīs   | Kypello Ellados 1973-1974 | Olympiacos    | 1 - 0                   | Panathīnaïkos |            | Delaunay     |
| 18 | 18-06-1975 | Stadio G. Karaiskakīs   | Kypello Ellados 1974-1975 | Olympiacos    | 1 - 0                   | Panathīnaïkos | 34.430     | Menegali     |
| 19 | 08-06-1977 | Stadio Ap. Nikolaidis   | Kypello Ellados 1976-1977 | Panathīnaïkos | 2 - 1 (dts)             | Olympiacos    |            | Koliropoulos |
| 20 | 13-01-1982 | Stadio Ap. Nikolaidis   | Kypello Ellados 1981-1982 | Panathīnaïkos | 3 - 2 (dts)             | Olympiacos    | 24.000     | Dedes        |
| 21 | 09-03-1983 | Stadio Ap. Nikolaidis   | Kypello Ellados 1982-1983 | Panathīnaïkos | 1 - 0                   | Olympiacos    | 24.000     | Pounartzis   |
| 22 | 13-04-1983 | Stadio G. Karaiskakīs   | Kypello Ellados 1982-1983 | Olympiacos    | 4 - 0 (dts)             | Panathīnaïkos | 35.326     | Kanaris      |
| 23 | 06-02-1985 | Stadio ol. Spyros Louīs | Kypello Ellados 1984-1985 | Olympiacos    | 0 - 1                   | Panathīnaïkos | 72.033     | Landrakis    |
| 24 | 20-02-1985 | Stadio ol. Spyros Louīs | Kypello Ellados 1984-1985 | Panathīnaïkos | 2 - 1                   | Olympiacos    | 72.445     | Vassaras     |
| 25 | 28-05-1986 | Stadio ol. Spyros Louīs | Kypello Ellados 1985-1986 | Panathīnaïkos | 4 - 0                   | Olympiacos    | 72.948     | Dimitriadis  |
| 26 | 08-05-1988 | Stadio ol. Spyros Louīs | Kypello Ellados 1987-1988 | Panathīnaïkos | 2 - 2 (dts) (4-3 dtr)   | Olympiacos    | 73.375     | Voutsaras    |
| 27 | 21-03-1990 | Stadio G. Karaiskakīs   | Kypello Ellados 1989-1990 | Olympiacos    | 2 - 1                   | Panathīnaïkos | 13.846     | Nikakis      |
| 28 | 04-04-1990 | Stadio ol. Spyros Louīs | Kypello Ellados 1989-1990 | Panathīnaïkos | 3 - 3 (dts)             | Olympiacos    | 36.863     | Koukoulas    |
| 29 | 11-03-1992 | Stadio G. Karaiskakīs   | Kypello Ellados 1991-1992 | Olympiacos    | 0 - 0                   | Panathīnaïkos | 23.622     | Zakestidis   |
| 30 | 08-04-1992 | Stadio ol. Spyros Louīs | Kypello Ellados 1991-1992 | Panathīnaïkos | 1 - 1 (gfc)             | Olympiacos    | 52.983     | Koukoulas    |
| 31 | 12-05-1993 | Stadio ol. Spyros Louīs | Kypello Ellados 1992-1993 | Panathīnaïkos | 1 - 0                   | Olympiacos    | 64.532     | Bikas        |
| 32 | 22-02-1995 | Stadio ol. Spyros Louīs | Kypello Ellados 1994-1995 | Panathīnaïkos | 1 - 2                   | Olympiacos    | 37.529     | Nikakis      |
| 33 | 01-03-1995 | Stadio G. Karaiskakīs   | Kypello Ellados 1994-1995 | Olympiacos    | 2 - 3 (gfc)             | Panathīnaïkos | 17.226     | Nikakis      |
| 34 | 05-05-1999 | Stadio ol. Spyros Louīs | Kypello Ellados 1998-1999 | Olympiacos    | 2 - 0                   | Panathīnaïkos | 57.783     | Douros       |
| 35 | 07-02-2001 | Stadio ol. Spyros Louīs | Kypello Ellados 2000-2001 | Olympiacos    | 1 - 1                   | Panathīnaïkos | 42.845     | Tsagarakis   |
| 36 | 21-03-2001 | Stadio Ap. Nikolaidis   | Kypello Ellados 2000-2001 | Panathīnaïkos | 1 - 4                   | Olympiacos    | 12.759     | Briakos      |
| 37 | 08-05-2004 | Stadio di Nea Smyrnī    | Kypello Ellados 2003-2004 | Panathīnaïkos | 3 - 1                   | Olympiacos    | 7.500      | Kasnaferis   |
| 38 | 16-01-2008 | Stadio G. Karaiskakīs   | Kypello Ellados 2007-2008 | Olympiacos    | 4 - 0                   | Panathīnaïkos | 30.147     | Kakos        |
| 39 | 10-01-2024 | Stadio Ap. Nikolaidis   | Kypello Ellados 2023-2024 | Panathīnaïkos | 1 - 1                   | Olympiacos    |            | Weinberger   |
| 40 | 17-01-2024 | Stadio G. Karaiskakīs   | Kypello Ellados 2023-2024 | Olympiacos    | 0 - 0 (dts) (6-7 dtr)   | Panathīnaïkos |            | Higler       |

1 Il Panathinaikos non si presentò alla partita per protesta con la decisione di punirlo per aver schierato calciatori squalificati.

2 Partita sospesa.

### Coppa di Lega greca
| Nº | Data       | Stadio                  | Competizione        | Casa          | Risultato   | Trasferta     | Spettatori | Arbitro     |
| -- | ---------- | ----------------------- | ------------------- | ------------- | ----------- | ------------- | ---------- | ----------- |
| 1  | 09-05-1990 | Stadio G. Karaiskakīs   | Coppa di Lega greca | Olympiacos    | 1 - 1       | Panathīnaïkos | 8.965      | Dimitriadis |
| 2  | 23-05-1990 | Stadio ol. Spyros Louīs | Coppa di Lega greca | Panathīnaïkos | 2 - 2 (gfc) | Olympiacos    | 9.371      | Vassilakis  |